# Fackpress
Begreppet fackpress avser tidningar som riktar sig till yrkesverksamma läsare i deras professionella roll, inom ett visst verksamhets- eller ämnesområde, snarare än att vara inriktade på underhållning eller allmän nyhetsförmedling. Fackpress har ofta vecko- eller månadsutgivning.